# مسرشميت بي اف 109

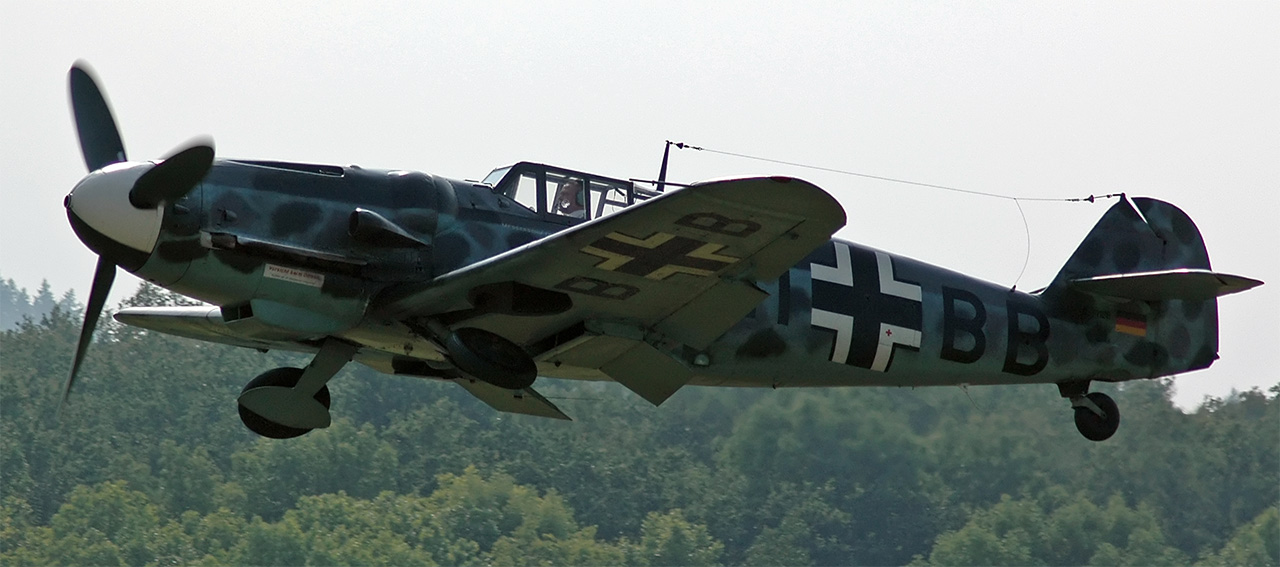
مسراشميت بي اف تطير (2005)

مسرشمیت بي‌اف 109 (Messerschmitt BF109) طائرة ألمانية متطورة في جيلها وهي طائرة مطاردة من الطراز الأول. شكلت المسرشميت مع مقاتلة فوكه وولف فو 190 العمود الفقري للطائرات المقاتلة للوفتفافه (سلاح الجو الألماني النازي).
دخلت البي-أف 109 الخدمة لأول مرة في عام 1937 أثناء الحرب الأهلية الإسبانية وكانت لا تزال في الخدمة حتي نهاية الحرب العالمية الثانية في عام 1945. كانت واحدة من أكثر المقاتلات تقدمًا عندما ظهرت لأول مرة ، بهيكل معدني بالكامل وقمرة قيادة مُغلقة ومعدات هبوط قابلة للسحب داخل الطائرة (لزيادة الديناميكية الهواشية). كانت تعمل بمحرك V12 مقلوب ومُبَرد بالسائل. أَطلق عليها طياروا الحلفاء وبعض الطائرات الألمانية اسم Me 109، على الرغم من أن هذا لم يكن الإسم الألماني الرسمي.
صُممت من قِبل ويلي ميسرشميت وروبرت لوسر الذين عملوا في مصنع الطائرات البافاري Bayerische Flugzeugwerke خلال أوائل إلى منتصف الثلاثينيات من القرن المنصرم. تم تصميمها على أنه طائرة أعتراض، ولكن لاحقًا تم تطوير نماذج أخري للقيام بمهام متعددة ، حيث كانت تعمل كمرافقة قاذفات ومقاتلة قاذفة ومقاتلة نهارية وليلية ومقاتلة لجميع الأحوال الجوية وطائرة هجوم أرضي، وطائرة استطلاع جوي. تم تصديرها لعدة دول خلال الحرب العالمية الثانية وخدمت مع العديد من البلدان لسنوات عديدة بعد الحرب. تعد البي-أف 109 أكثر الطائرات المقاتلة إنتاجًا في التاريخ ، بإجمالي 34,248 هيكل طائرة تم إنتاجها من عام 1936 إلى أبريل 1945.بعض الإنتاج حدث في معسكرات الاعتقال النازية باللسخرة.

## المواصفات
- المحرك: دايملر بنز (Daimler-Benz-605) بقوة 1475 حصان
- الطول: 8,85 م
- المساحة المغطاة: 9,92 م
- الوزن الكامل: 3700 كغ
- السرعة القصوى: 623 كلم/سا
- التسليح:رشاشان متطابقان ب 12 ملم،7 إلى الأمام و3 مدافع صغيرة ب 20 ملم(واحد قرب المروحة واثنان على الأجنحة).

## وصلات خارجية
- (بالإنجليزية) (بالألمانية)

```
www.adlertag.de
```

- (بالإنجليزية) (بالألمانية)

```
Bf 109 Hangar
```

- (بالإنجليزية) (بالألمانية)

```
Kurfürst - Resource on Messerschmitt Bf 109 performance.
```